# Park Theatre (Brooklyn)
Pour les articles homonymes, voir Park Theatre.

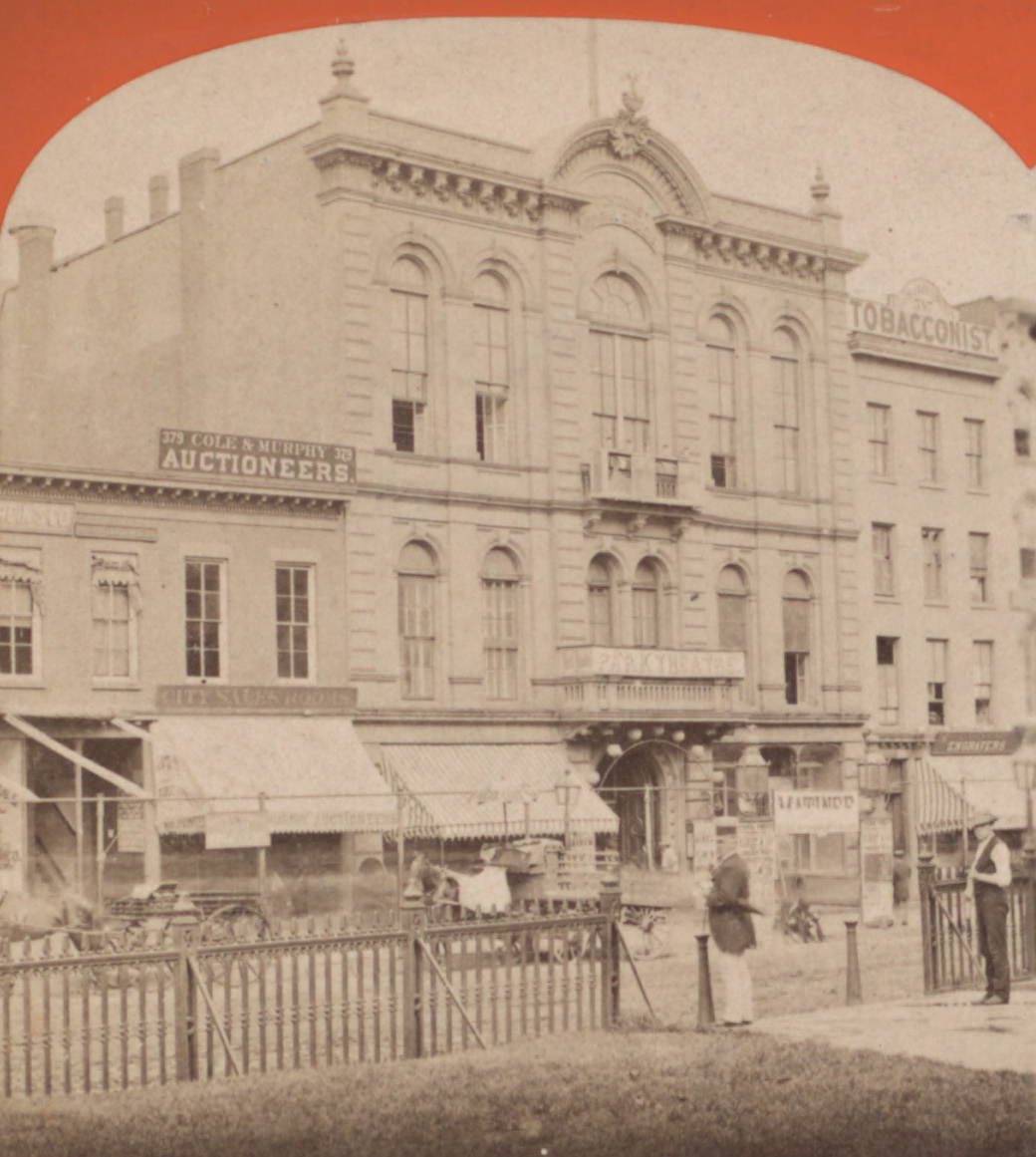
Park Theatre à Brooklyn.

Le Park Theatre est un théâtre qui était situé à Brooklyn (New York), Fulton Street (en).
Construit en 1860 et ouvert en 1863, le Park Theatre était le plus ancien théâtre de Brooklyn jusqu'à ce qu'il soit détruit par le feu le 12 novembre 1908.
C'est au Park Theatre que fut créée le 15 février 1892 la Danse serpentine, une chorégraphie de la danseuse américaine Loïe Fuller.